# چالش مومو
چالش مومو یک حقه و افسانه محلی است که شایعه آن در شبکه‌های اجتماعی پخش شد. گزارش شد که کاربری با نام مومو، کودکان و نوجوانان را به اعمال خطرناکی مانند خودزنی و خودکشی ترغیب می‌کند. با وجود صحبت‌های زیادی که در مورد این شایعه پخش شد، تعداد شکایات واقعی بسیار کم بود و گزارش‌های پلیس صدمه دیدن به دلیل تأثیر مستقیم این پدیده را تأیید نکرده. ترس و نگرانی ایجاد شده در کودکان بیشتر از خود «مومو» به دلیل گزارش رسانه‌ها بود، به طوری که خیریه‌های کودکان هشدار دادند بیشتر آسیب‌ها به دلیل «تأثیر انتظارات» است که کودکان را به دیدن محتوای خشونت‌آمیز در اینترنت ترغیب می‌کند.
گفته می‌شود اولین بار در سال ۲۰۱۸ پس از آنکه روزنامه اندونزیایی خبر از خودکشی دختر ۱۲ ساله به این دلیل داد، این موضوع به یک «پدیده جهانی تبدیل» شد.

## تاریخچه مومو
مومو نام یک مجسمه از یک هنرمند ژاپنی به نام کی سوکه آیسو است که برای یک نمایشگاه ساخته شد . هر چند شاید از نگاه بعضی زیبا نباشد اما کاملاً بی‌خطر است.
چالش مومو هر چند که در ایران به تازگی بین کاربران اینترنت مطرح شده اما چند سالی است که در سراسر جهان نگرانی‌های مشابهی را برای والدین ایجاد کرده‌ است . گزارش‌هایی دربارهٔ این که «تصویر مومو ناگهان روی صفحه موبایل کودکان ظاهر شده و آن‌ها را تشویق می‌کند که به خود آسیب بزنند» در سال‌های ۲۰۱۸ و ۲۰۱۹ در آمریکای لاتین، آمریکای شمالی، فرانسه، اسپانیا، آلمان، و بریتانیا منتشر شد. بعضی گزارش‌ها هم این چالش را با مرگ ۱۳۰ نوجوان در روسیه مرتبط دانستند هر چند که مقام‌های رسمی آن را تأیید نکردند.
مرکز اینترنت امن تر در بریتانیا این گزارش‌ها را «اخبار جعلی» خوانده‌است. متخصصانی که ادعاها دربارهٔ این چالش را بررسی کرده‌اند هم می‌گویند این ماجرا تنها یک شایعه است.
جیم واترسون سردبیر بخش رسانه روزنامه گاردین به بی‌بی‌سی می‌گوید: «این هشدار دربارهٔ خطر مومو بیشتر از طریق گروه‌های واتس اپی بین بزرگسالان دست به دست شده‌است تا کودکان.» آقای واترسون می‌گوید: «اولین کسی که در بریتانیا دربارهٔ این چالش هشدار داد زنی از یک شهر کوچک در حوالی بولتون در شمال غرب انگلستان بود که مطلبی در این باره در یک گروه فیسبوکی نوشت.»
«بعد از آن یک روزنامه محلی در منچستر از نگرانی‌ها در این زمینه نوشت. کم‌کم حلقه شایعه بزرگتر و ناگهان منفجر شد. صدها نفر با ما تماس گرفته و گفتند نامه‌هایی از مدرسه کودکانشان دریافت کرده‌اند که در این باره به والدین هشدار می‌دهند، همه بر اساس شایعه‌ای که هیچ شواهد و مدارک معتبری دربارهٔ آن وجود ندارد.»
خیریه‌های حامی کودکان و پژوهشگران اینترنت در بریتانیا می‌گویند هیچ گزارشی از این که کسی از طریق چالش مومو هک شده باشد یا به خود آسیب زده باشد وجود ندارد اما از تصویر این مجسمه برای ترساندن کودکان و نوجوانان در اینترنت استفاده شده‌است.

## چالش مومو در ایران
دو سال پس از جهانی شدن اخبار و شایعات مربوط به «چالش مومو»، رسانه‌ها از ورود این چالش به ایران سخن می‌گویند.
پلیس ایران می‌گوید که هدف اصلی از عامل راه‌اندازی این چالش، اذیت و آزار نوجوانان است و بر این اساس، پلیس فتا اعلام کرد که «رسیدگی به ارسال پیام‌ها و کلیپ‌های موسوم به مومو به‌صورت ویژه در دستور کار قرار گرفته و به زودی افراد داخلی که هدفشان اذیت و آزار دانش آموزان است، گرفتار قانون می‌شوند.»
گفته می‌شود این چالش در حال حاضر عمدتاً در استان‌های جنوبی کشور همچنین خراسان رضوی رواج یافته و بر این اساس پلیس فتا از والدین خواسته‌است تا با فرزندانشان صحبت کرده و «نگرانی آن‌ها را کاهش دهند.»
سرپرست پلیس فتا در استان هرمزگان هشدار داد: «پایه و اساس این چالش‌ها بر مبنای دروغ و حیله‌های روانشناختی است، بر همین اساس عدم نصب برنامه‌های مربوط یا بلاک این شماره‌ها در پیام رسان‌های خارجی بهترین واکنش از سوی مخاطبین است.»

### همزمانی سیاسی
به نظر می‌رسد یکی از دلایل اصلی تاخیر دو ساله این چالش برای حضور در ایران، همزمانی آن با طرح «صیانت از حقوق کاربران در فضای مجازی» که در هفته اول شهریورماه سال ۱۳۹۹ (حدود یک ماه پیش از خبرساز شدن چالش مومو) به صحن مجلس شورای اسلامی رفت و با امضای ۴۰ نفر از نمایندگان مجلس به رئیس مجلس ارائه شد تا مراحل قانونی آن طی شود. این درحالیست است که شکست پیام‌رسان های داخلی به وضوح دیده می شود و بارها مسئولان کشوری و روزنامه های رسمی کشور به این مسئله اعتراف کرده‌اند. همچنین برای بزرگنمایی خبری، در صدا و سیمای کشور ادعای هک شدن و سرقت فایل های شخصی مطرح شد که این ادعاها صحت ندارد و هیچ گزارشی مبنی بر این اتفاق وجود ندارد.